# 北海道科学大学高等学校

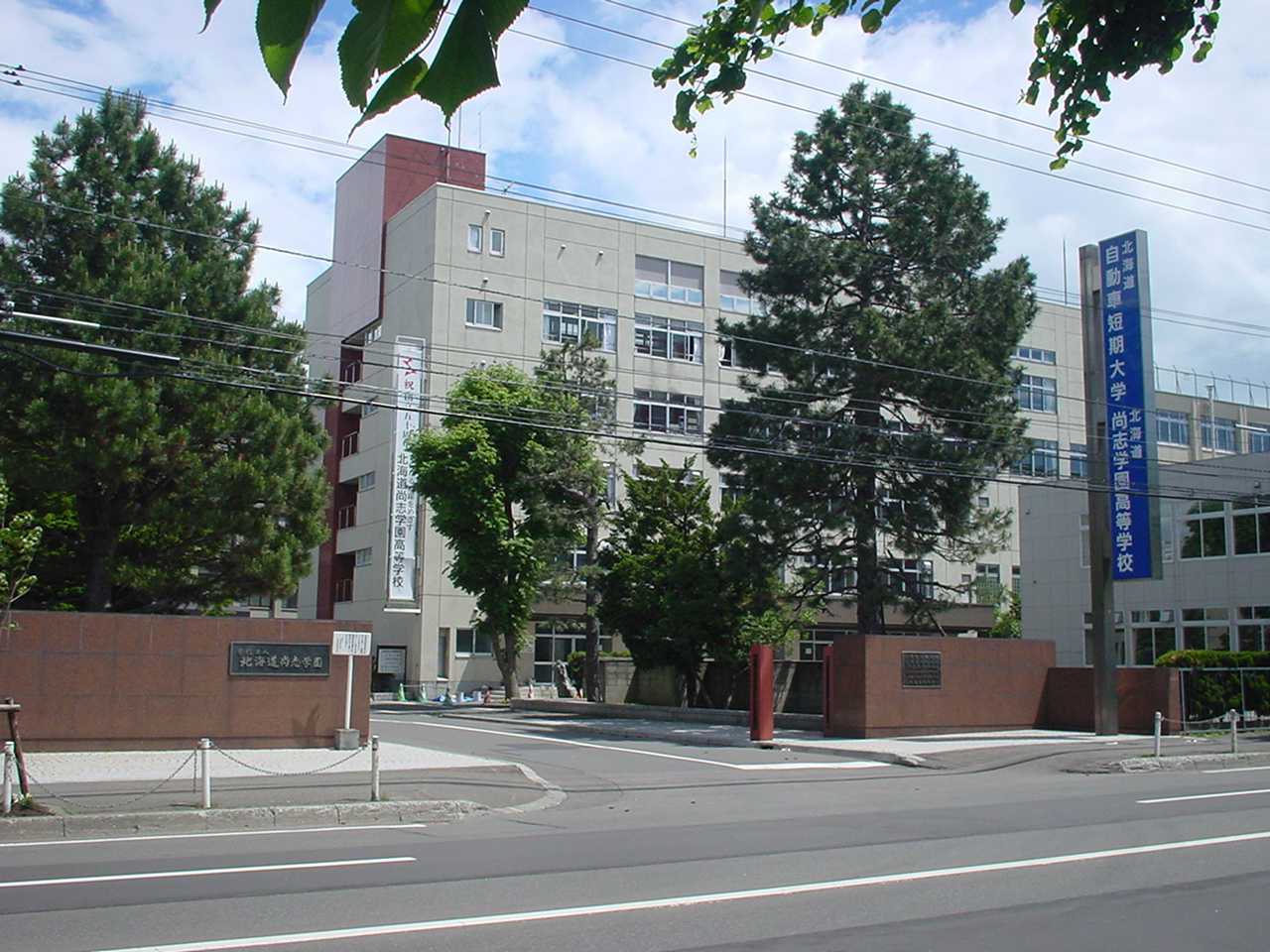
中の島キャンパス時の校舎

北海道科学大学高等学校（ほっかいどうかがくだいがくこうとうがっこう、英: Hokkaido University of Science High School）は、北海道札幌市手稲区前田にある私立の高等学校である。略称は「北科大高（ほっかだいこう）」。

## 概要

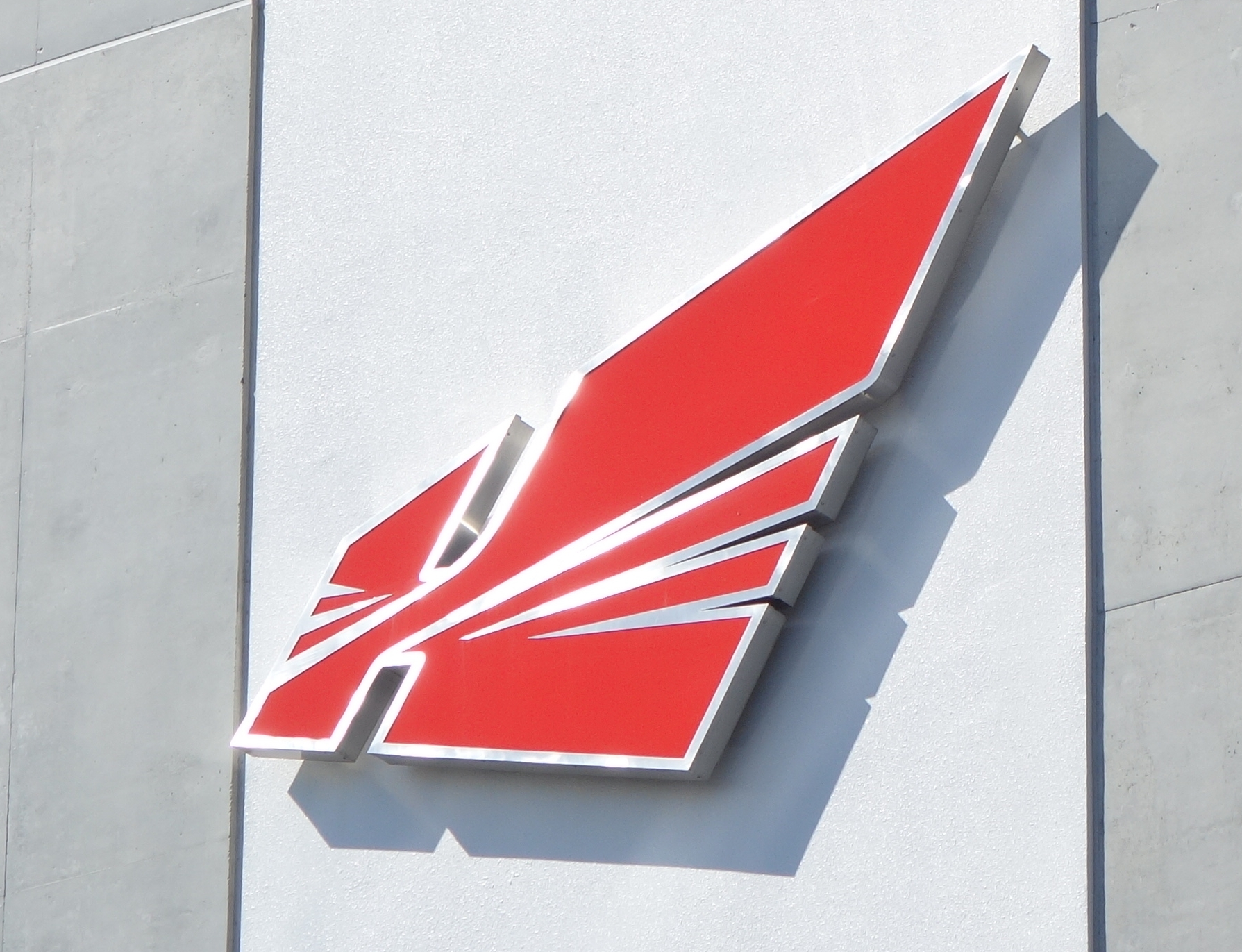
シンボルマーク 「Progress "H"」

### 設置学科（全日制課程）
普通科
- 特別進学コース
- 進学コース

### 校歌
北海道科学大学校歌
- 作詞  和田徹三
- 作曲  三枝成彰

### 校訓
「至誠一貫」「尚志」志を高くする。志を尊ぶ。
「至誠一貫」「何事も真心を持って貫きましょう。」
1. 創造性豊かな人間を育てる（知）
2. 自律心に富む人間を育てる（徳）
3. 心身ともに健康な人間を育てる（体）

## 沿革
- 1956年（昭和31年）
  - 2月：北海道知事より設置認可
  - 4月：北海道工業高等学校開校
  - 12月：通常課程設置の認可を受け、自動車科定時制課程からの転籍が行われる。全日制自動車科1学級編成
- 1957年（昭和32年）4月：工業経営科２学級設置
- 1964年（昭和39年）
  - 2月：自動車科運輸大臣指定の一種自動車整備士養成施設となる
  - 4月：自動車科学級増2間口となる
- 1967年（昭和42年）
  - 4月：自動車科にコース制をとり、整備コース、進学コース各2学級を編成
  - 12月：鉄筋5階建の校舎完成、実験実習室、特別教室等充実
- 1968年（昭和43年）4月：自動車科整備コース、同進学コース各3学級を編成、工業経営科3学級とあわせ1学年9間口となる
- 1970年（昭和45年）3月：鉄筋5階建校舎増築
- 1971年（昭和46年）4月：工業経営科に電子計算機コースを開設、女子生徒入学
- 1973年（昭和48年）4月：普通科を設置3学級編成（自動車科進学コース廃止）となる
- 1975年（昭和50年）4月：普通科に女子生徒入学
- 1978年（昭和53年）11月：総合体育館完成
- 1979年（昭和54年）
  - 4月：自動車科1学級増、1学年10間口となる
  - 8月：室内温水プール完成
- 1984年（昭和59年）9月：鉄筋5階建校舎増築完成
- 1986年（昭和61年）4月：普通科臨時定員増
- 1987年（昭和62年）
  - 4月：生産機械科、情報技術科設置 自動車科2、生産機械科2、工業経営科2、情報技術科2、普通科4、計12間口となる
  - 8月：総合実習館完成
- 1989年（昭和64年/平成元年）
  - 4月：普通科に特別進学コース開設
  - 6月：同市南区真駒内に屋外総合運動場完成
- 1991年（平成3年）4月：生産機械科を電子機械科に、工業経営科を経営システム科に科名変更
- 1994年（平成6年）4月：普通科臨時定員解消
- 1995年（平成7年）
  - 8月：硬式野球部が第77回全国高等学校野球選手権大会出場
  - 10月：家庭科実習棟完成
- 2001年（平成13年）4月：校名を北海道尚志学園高等学校に変更。経営システム科、情報技術科募集停止
- 2003年（平成15年）3月：経営システム科、情報技術科廃止
- 2004年（平成16年）9月：野球屋内練習場完成
- 2006年（平成18年）9月：開校50周年記念式典実施
- 2010年（平成22年）6月：中の島運動場完成
- 2012年（平成24年）4月：普通科に北薬大コース開設、文理総合コースを進学コースにコース名変更
- 2015年（平成27年）4月：普通科に保健医療コース開設
- 2016年（平成28年）4月：校名を北海道科学大学高等学校に変更[1]
- 2017年（平成29年）4月：工業科（自動車科、電子機械科）を統合、工学科に科名変更
- 2019年（平成31年）3月：自動車科、電子機械科廃止。工学科の募集を停止
- 2023年（令和05年）4月：校舎を札幌市豊平区中の島2条6丁目2-3から現キャンパスに移転[2]

## 部活動
- 運動系
  - 硬式野球部 - 1995年第77回全国高等学校野球選手権南北海道大会優勝（1995年第77回全国高等学校野球選手権大会1回戦・PL学園に3-12で敗退）、2002年第84回全国高等学校野球選手権南北海道大会準優勝（決勝戦・札幌第一に4-8で敗退）。
  - 軟式野球部 - 2007年第52回全国高等学校軟式野球選手権北海道大会優勝（2007年第52回全国高等学校軟式野球選手権大会1回戦・天理に2-5で敗退）、2014年第59回全国高等学校軟式野球選手権大会北海道大会優勝（2014年第59回全国高等学校軟式野球選手権大会1回戦・神港学園に3-4で敗退）、2015年第60回全国高等学校軟式野球選手権大会北海道大会優勝（2015年第60回全国高等学校軟式野球選手権大会・ベスト4）、2015年第70回国民体育大会北海道予選優勝（わかやま国体・第3位）。
  - テニス部
  - 柔道部
  - 剣道部
  - 男子ソフトテニス部
  - 女子ソフトテニス部
  - ラグビー部
  - サッカー部
  - バスケットボール部
  - 男子バレーボール部 - 2016年第69回全日本バレーボール高等学校選手権大会北海道代表決定戦優勝（2016年第69回全日本バレーボール高等学校選手権大会出場）。
  - 女子バレーボール部
  - 空手道部
  - 卓球部
  - 射撃部
  - バドミントン部
  - 水泳部
  - 自転車競技部
  - 弓道部
- 文化系
  - 合唱部
  - 書道部
  - コンピューター部
  - 科学部
  - 美術同好会
  - 茶道同好会
  - 計算競技部
  - ボランティア同好会
  - 吹奏楽部
  - 自動車研究部
  - 放送局

## 交通案内
- 北海道旅客鉄道（JR北海道）函館本線 手稲駅より[3]
  - 徒歩25分
  - ジェイ・アール北海道バス「北海道科学大学」バス停すぐ
- 札幌市営地下鉄 東西線 宮の沢駅よりジェイ・アール北海道バス「北海道科学大学」バス停すぐ[3]
- 札幌市営地下鉄 南北線 麻生駅、もしくは石狩市方面より北海道中央バス「前田6条10丁目」バス停徒歩11分[3]
- 札幌市営地下鉄 南北線 北24条駅より北海道中央バス「前田中央通東」バス停（高校移転に合わせ、北24条駅 - 前田森林公園のバスが、当停留所を経由する系統に一本化された[4]）

| 中の島当時の交通アクセス |
| --- |
| - 札幌市営地下鉄南北線「中の島駅」より徒歩15分 - 札幌市営地下鉄南北線「南平岸駅」より徒歩15分 - じょうてつバス「中の島1条6丁目」バス停より徒歩1分 - 札幌市電「幌南小学校前停留場」電停より徒歩10分 |

## 著名な出身者
- 似鳥昭雄 - 株式会社ニトリホールディングス創業者・会長、日本の富豪ランキング7位
- 大角竜敏 - 元バレーボール選手、NECブルーロケッツ
- 柴田誠也 - 元プロ野球選手、オリックス・バファローズ投手
- 栃本翔平 - スキージャンプ、雪印乳業
- 村田愛里咲 - モーグル選手、バンクーバー五輪日本代表
- 土井川真二 - ボブスレー選手、ソルトレーク五輪・バンクーバー五輪日本代表

## 系列校
- 北海道科学大学
- 北海道科学大学短期大学部
- 北海道自動車学校